# Larry Elmore
Pour les articles homonymes, voir Elmore.
Larry Elmore, né le 5 août 1948 à Louisville, dans le Kentucky, est un illustrateur américain. Il a réalisé de nombreuses illustrations pour des jeux vidéo, des bandes dessinées, des magazines et des livres fantastiques. Ses travaux les plus connus concernent Donjons & Dragons, Lancedragon et sa propre série de comic strip SnarfQuest (en).

## Biographie
Larry Elmore est né en août 1948 à Louisville, dans le Kentucky, et grandit dans le comté de Grayson, dans l'Ouest du Kentucky. Elmore a décrit ses années d'école en disant : « L'école rurale que je fréquentais n'avait pas de programme d'art, alors je passais mon temps à dessiner - et à rêver. J'étais un assez mauvais élève... J'avais toujours des ennuis à dessiner en classe. J'aurais aimé avoir conservé un quart de mes dessins détruit par un professeur. » Il obtient un diplôme en art de l'Université de Western Kentucky.
Un mois après avoir obtenu son diplôme universitaire, Elmore s'enrôle dans l’armée américaine et se retrouve stationné en Allemagne. Après avoir quitté l'armée, il travaille comme illustrateur pour le gouvernement des États-Unis au sein du département des aides à la formation de Fort Knox. Trois ans plus tard, il se tourne vers le travail indépendant. Son art est publié dans les magazines National Lampoon et Heavy Metal.
L'un de ses amis illustrateurs lui fait découvrir le jeu Donjons & Dragons alors qu'Elmore travaille en indépendant. Il rejoint l'équipe de TSR, Inc., les producteurs de Donjons & Dragons, en tant que premier illustrateur professionnel en novembre 1981. Il crée des œuvres d'art pour des modules d'aventure, des livres de jeux et des romans, ainsi que des peintures pour des affiches et des calendriers. Elmore crée le comic strip de fantasy SnarfQuest (en) qui est publié dans Dragon.
Au cours de la phase de développement du « Project Overlord » du décor Lancedragon, Elmore crée l'illustration conceptuelle qui est utilisée pour promouvoir Lancedragon à la direction de TSR. Elmore est chargé de créer une apparence pour la saga Lancedragon et réalise plusieurs des premiers croquis de la série. Sa première couverture apparait sur le roman de fantasy Dragons d'un crépuscule d'automne (Dragons of Autumn Twilight). Le concepteur de jeux britannique, Graeme Davis (en) commente qu'Elmore « ... devrait recevoir une sorte de récompense pour avoir dessiné autant de dragons et les avoir rendus tous différents ».
Elmore quitte TSR en 1987. Il illustre des cartes pour le jeu de cartes à collectionner Magic : L'Assemblée (Magic: The Gathering) et réalise la couverture du MMORPG EverQuest. En 1996, il écrit le roman Runes of Autumn avec son cousin Robert Elmore. Elmore réalise la plupart des illustrations en noir et blanc pour le jeu de rôle de Marc Miller (en), Traveller en 1996, publié par Imperium Games (en).
À la fin des années 1990, Margaret Weis et Tracy Hickman utilisent le monde fantastique d'Elmore, Loerem, dans leur trilogie La Pierre souveraine (Sovereign Stone). Au début des années 2000, Elmore crée le comic strip Snarfquest pour le magazine éphémère Games Unplugged, publié par Dynasties Productions de Ken Whitman. Whitman a ensuite été chef de produit pour Elmore Production, la société artistique de Larry Elmore. Elmore fournit les illustrations du monde fantastique dans Sovereign Stone Game System (1999). En 2004, Sovereign Press (en) rend les droits de Sovereign Stone à Elmore, qui confie la licence du jeu à la petite société de presse connue sous le nom de White Silver Publishing.

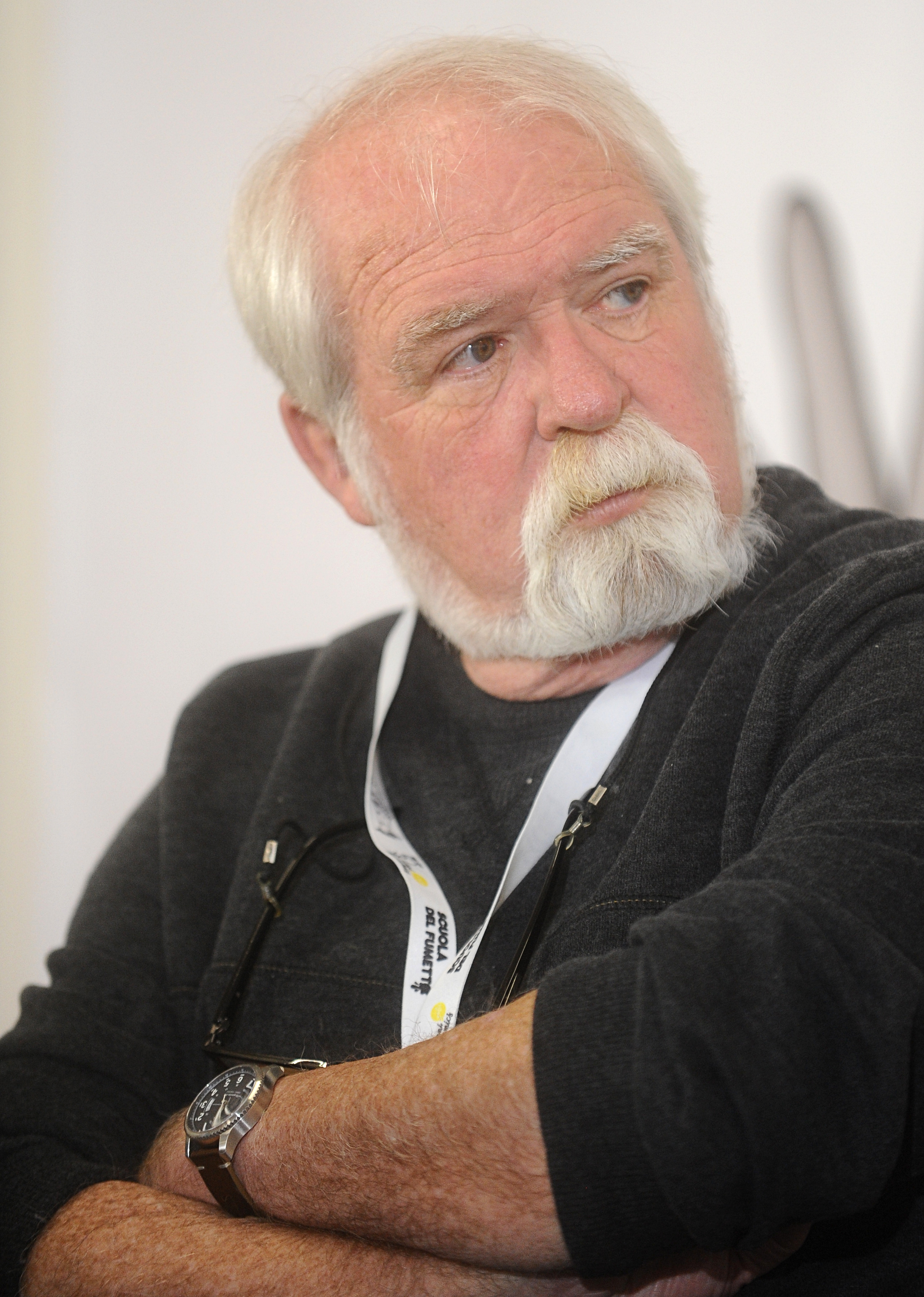
Larry Elmore en 2016.

Elmore réduit ses activités en 2006, se tournant uniquement vers le travail sous contrat, déclarant : « Un de mes amis, Keith Parkinson, qui travaillait également chez TSR, est décédé d'une leucémie il y a trois ans. Nous partagions un studio et nous parlions toujours du fait que lorsque nous atteindrions 50 ans, nous ferions nos propres affaires... Il n'a pas réussi, et j'avais 57 ans et je passais toujours des nuits blanches. J'en avais marre. J'en avais marre de payer des cotisations. » Son travail apparaît dans le livre Masters of Dragonlance Art. Elmore publie un livre d'œuvres d'art intitulé 20 Years of Elmore en 2005. Il a souvent été décrit comme une légende dans les communautés de fantasy et de jeux vidéo,,.
En 2013, Elmore réunit des fonds via Kickstarter pour un livre cartonné de 336 pages retraçant ses œuvres au cours de ses 40 ans de carrière. L'année suivante, Scott Taylor du magazine Black Gate, nomme Larry Elmore n°1 dans une liste des 10 meilleurs artistes de RPG des 40 dernières années, déclarant : « Elmore a non seulement aidé à définir une bonne partie du TSR des années 1980, mais il a également pu faire la couverture principale de Shadowrun pour FASA qui était si incroyablement populaire qu'elle est également réapparue dans la 2e édition et dans le jeu vidéo. »

### Vie privée
En 1971, avant de partir pour son service militaire en Allemagne, Elmore se marie. Il a deux enfants et vit actuellement avec sa femme à Leitchfield, dans le Kentucky. Il a déclaré qu'inspirer les autres avec son art était souvent plus gratifiant que l'argent qu'il gagnait dans sa profession.

## Publications
- (en) Reflections of Myth: The Larry Elmore Sketchbook, vol. 1, S.Q. Production Inc., 1993
- (en) Reflections of Myth: The Larry Elmore Sketchbook, vol. 2, S.Q. Production Inc., 1997, 72 p.
- (en) Twenty Years of Art: Elmore, Tintagel Media, LLC, 2005
- (en) The Complete Elmore, Elmore Productions, Inc., 2013, 336 p.